# ساغواتش (كولورادو)
ساغواتش (بالإنجليزية: Saguache, Colorado)‏ هي بلدة تقع في مقاطعة ساغواتش، كولورادو – مقر المقاطعة بولاية كولورادو في الولايات المتحدة. تبلغ مساحتها 1 (كم²)، وترتفع عن سطح البحر 2349 م، بلغ عدد سكانها 493 نسمة في عام 2010 حسب إحصاء مكتب تعداد الولايات المتحدة وتصل الكثافة السكانية فيها 493 نسمة/كم2.

## وصلات خارجية
- The US50 - Cities and Towns in Colorado State
- Colorado Cities and Towns, Facts, Map, Flag, Colleges, Government, and More